# Steve Kornacki

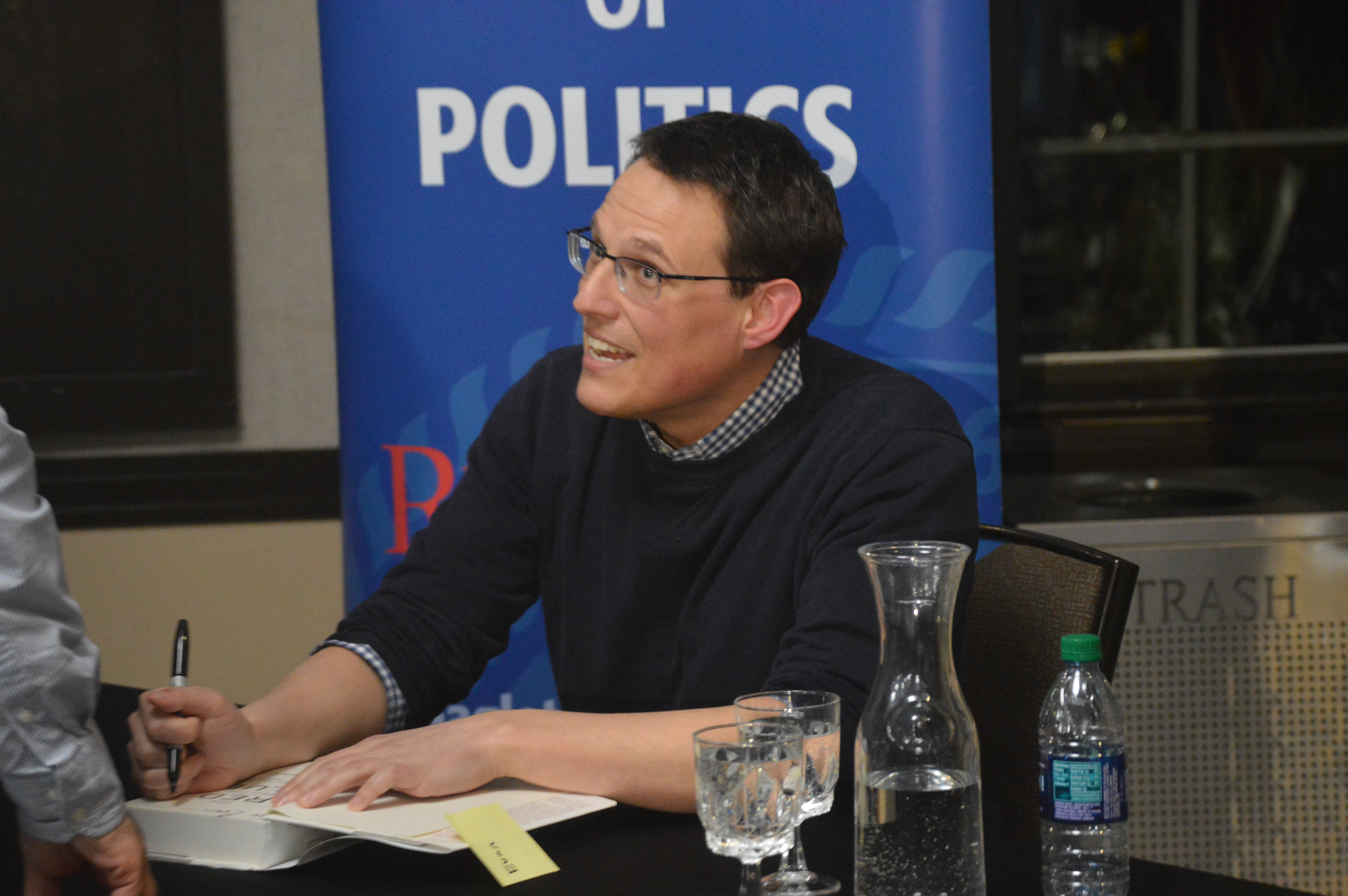
Steve Kornacki, 2019

Stephan Joseph „Steve“ Kornacki Jr. (* 1. August 1979 in Groton, Massachusetts) ist ein US-amerikanischer Journalist und Fernsehmoderator.

## Leben
Kornacki studierte an der Boston University. Anschließend arbeitete er als Journalist für die Zeitungen und Online-Magazine New York Times, das Wall Street Journal und die New York Daily News, bevor er im Februar 2010 als leitender Redakteur für politische Fragen in den Stab von Salon.com aufgenommen wurde. Von 2012 bis zum 20. März 2013 war Kornacki einer von vier Co-Moderatoren der Sendung The Cycle, einer politischen Analyse- und Diskussionsrunde, im Programm des Kabel Nachrichtensenders MSNBC.
Zum 6. April 2013 übernahm Kornacki als Nachfolger von Chris Hayes die Moderation der am Wochenende im Vormittagsprogramm von MSNBC laufenden Informationssendung Up with Chris Hayes die seither als Up with Steve Kornacki firmiert. Die Sendung bietet eine Mischung aus Interviews, Gesprächsrunden mit mehreren Gästen, Einspielfilmen und Monologen des Moderators, vorwiegend zu politischen und gesellschaftlichen Themen.